# Pablo Lafuente
Pablo Lafuente (20 de febrer de 1985) és un jugador d'escacs argentí, que té el títol de Gran Mestre des de 2008.
Tot i que roman inactiu des del setembre de 2011, a la llista d'Elo de la FIDE del juliol de 2020, hi tenia un Elo de 2550 punts, cosa que en feia el jugador número 7 de l'Argentina. El seu màxim Elo va ser de 2587 punts, a la llista de maig de 2010.

## Resultats destacats en competició
El 2014 quanyà el Torneig Mar del Plata 2004. L'agost de 2008 fou campió de l'Obert de Sants amb 8 punts de 10 partides, empatat amb Mateusz Bartel, Diego Di Berardino i Josep Oms i Pallisé. El 2010 fou campió de l'Obert de Neckar (Alemanya).

### Participació en olimpíades d'escacs
Lafuente ha participat, representant Argentina, a l'Olimpíada d'escacs de 2010 amb un resultat de (+6 =5 –0), amb un 77,3% de la puntuació i amb una performance de 2597.